# Huautla (Messico)
Huautla è un comune del Messico, situato nello stato di Hidalgo.